# Hasan Doğan
Hasan Doğan (Kastamonu, 15 maart 1956 - Bodrum, 5 juli 2008) is de voormalige voorzitter van de Turkse voetbalbond.

## Biografie
Doğan studeerde werktuigbouwkunde op de Istanbulse Technische Universiteit die hij in 1979 afrondde. Daarna ging hij voor de Engelse taal naar een school in Engeland van 1979 tot en met 1980. Hierna werkte hij acht jaar voor Firma Beldesan, een  Turks ondernemingsbedrijf. Verder werkte hij nog in de textiel bij kledingfirma Ramsey, was hij zakenman, eigenaar van de Turkse tv-zender Kanal 24 en eigenaar van de Star Gazetesi, een Turks dagblad.
Voor dat hij in februari 2008 werd gekozen tot voorzitter van de Turkse voetbalbond, was hij lid van de multi-sports club van Besiktas, van het Turks Olympisch Comité en van de Turkse Boks Federatie.
Op 5 juli, net na het EK 2008, waar Turkije de halve finale haalde, overleed Doğan op 52-jarige leeftijd door een hartaanval tijdens een etentje met de Turkse Bondscoach Fatih Terim.

## Persoonlijk
Doğan had een vrouw genaamd Aysel Doğan en twee kinderen Zeynep en Selim.